# Highlander (série télévisée)
Pour les articles homonymes, voir Highlander.
Highlander est une série télévisée fantastique franco-canadienne en 119 épisodes de 48 minutes, réalisée par Gregory Widen d'après le film du même nom de Russell Mulcahy et diffusée du 3 octobre 1992 au 16 mai 1998 en syndication. Sa coproduction a rassemblé des sociétés de nombreux pays.

En France, la saison 1 a été diffusée du 25 août 1993 au 19 janvier 1994 sur TF1. Les saisons suivantes ont été diffusées du 5 juillet 1994 au 8 octobre 1999 sur M6. La série a ensuite été rediffusée sur W9, NRJ 12, France 4 et Game One. Au Québec, elle a été diffusée à partir de février 2000 sur Ztélé et dès le 29 août 1993 elle a été diffusée en Suisse sur la TSR.

## Synopsis
Duncan MacLeod est un immortel issu du même clan que Connor MacLeod, le héros des films de cinéma. 
Duncan Mac Leod a plus de quatre cents ans et travaille comme antiquaire avec sa compagne Tessa Noël entre la ville fictive de Seacouver (contraction de Vancouver, ville de Colombie-Britannique, où a été partiellement tournée la série, et Seattle, ville au Nord-Ouest des États-Unis), et Paris. Il protège également un jeune voyou prénommé Richie. 
La vie quotidienne de Duncan Mac Leod est ponctuée de duels à l'épée avec d'autres immortels qui veulent l'éliminer. En effet, chaque immortel qui en décapite un autre libère son « quickening », et s'approprie ainsi ses connaissances et ses pouvoirs.
MacLeod doit affronter des ennemis de plus en plus puissants, qu'il connaît souvent depuis plusieurs siècles (la série a souvent recours aux flashbacks).

### Origines
La série Highlander prend sa source en Europe. Christophe Lambert, qui jouait dans les deux films de cinéma, connaissait par ailleurs Christian Charret, le président de Gaumont. 
Christophe Lambert et La société Gaumont Télévision a acheté les droits de la série afin de la produire en syndication pour le cinéma aux États-Unis ce qui était du jamais vu à l'époque, c’était la première fois qu'une société de production française était à l'initiative (créativement parlant) d'une série destinée au marché nord-américain.
La série était coproduite en syndication avec Gaumont, RTL Plus (Allemagne), Rysher Distribution (États-Unis), Reteitalia Productions (Italie), Amuse Video (Japon) et TF1 (France). Le budget de la première saison s'élevait à 26,1 millions de dollars. Keith Samples, le président de Rysher, déclara qu'« à peu près 75 % du budget provenait d'investisseurs étrangers. » Les 25 % restants provenaient d'investisseurs américains.
Les producteurs conservant les droits de distribution, cela permettait de dépenser 800 000 dollars par épisode rien qu'avec les investissements internationaux, considérant que ce serait le meilleur résultat de la saison 1992-1993. Pour obtenir une part suffisante de contenus européens, et à la suite de l'accord de coproduction, chaque saison a été divisée en deux segments, le premier segment a été tourné à Vancouver, en Colombie-Britannique au Canada (à l'écran dans la ville fictive de Seacouver, dans l'État de Washington aux États-Unis[réf. nécessaire]), le second à Paris en France,.

La production du premier segment a commencé à Vancouver le 13 juillet 1992, tandis que la production du second segment a débuté en décembre 1992 à Paris, aux studios de la SFP à Bry-sur-Marne.

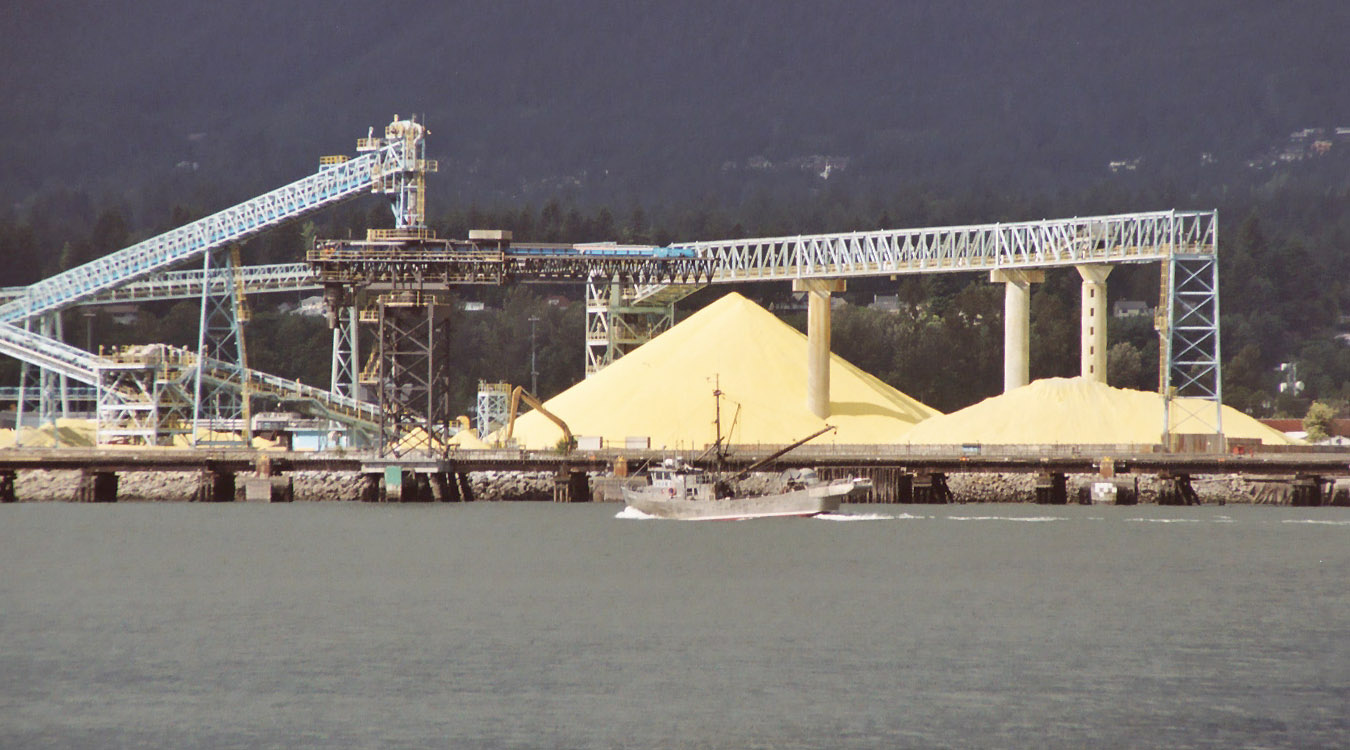
Le combat à l'épée à la fin du 13e épisode, Band of Brothers, a été tourné dans la Baie Burrard, au Canada.

L'épisode pilote devait être le troisième volet de Highlander, sous forme de téléfilm. Mais la faiblesse du budget et le fait que Christophe Lambert accepte de reprendre son rôle de Connor Macleod ont retardé la production. En conséquence, l'écriture du pilote a réduit l'épisode à 45 minutes.
Si pour la première saison, TF1 avait le droit de qualifier Highlander d'œuvre d'expression originale française, bien que tournée en anglais, l'année suivante ce ne fut plus le cas. Le producteur Christian Charret s'est alors tourné vers M6 qui n'était pas soumise aux mêmes règles.

### Accroche

#### Saison 1
« Je suis Duncan MacLeod, né il y a près de 400 ans dans les Hautes Terres d’Écosse. Je suis immortel comme une poignée d’élus. Des siècles durant nous avons attendu l’heure de l’Ultime combat au terme duquel l’épée qui tranche une tête libère le Quickening, la puissance de l’Éclair. À la fin, un seul d’entre nous survivra. »

#### Saisons 2 et 3
« Il est immortel. Il est né il y a 400 ans dans les Hautes Terres d’Écosse. Mais il n’est pas seul. Certains partagent son pouvoir. Les uns œuvrent pour le bien, les autres pour le mal. Il a combattu des siècles durant les forces des ténèbres. Celui qui lui tranchera la tête s’appropriera toute sa puissance. À la fin, un seul d’entre eux survivra.
Son nom … Duncan MacLeod, … on l’appelle Highlander. »
« Il est immortel. Il est né il y a 400 ans dans les Hautes Terres d’Écosse. Mais il n’est pas seul. Certains partagent son pouvoir. Les uns œuvrent pour le bien, les autres pour le mal. Il lui a fallu combattre des siècles durant les forces des ténèbres. On ne peut l'attaquer sur un sol sacré, son unique refuge, mais celui qui lui tranchera la tête s’appropriera toute sa puissance. À la fin, un seul d’entre eux survivra.
Son nom … Duncan MacLeod, … on l’appelle Highlander. »

#### Saisons 4, 5 et 6
« Son nom : Duncan MacLeod ; on l'appelle « Highlander ». Il est né en 1592 dans les Hautes Terres d’Écosse et il est toujours de ce monde. Il est immortel. Depuis 400 ans sa vie est un combat, une romance, une quête. Sans relâche, il affronte d'autres immortels dans un duel à mort où le vainqueur décapite l'adversaire et s'approprie toute sa puissance. Je suis un guetteur. J'appartiens à une société secrète qui a pour but d'observer et de consigner leurs faits et gestes sans jamais interférer. Nous savons tout sur les immortels. À la fin, un seul d'entre eux survivra. Ce sera peut-être Duncan MacLeod : Highlander ! »

## Fiche technique
- Producteur : David Abramowitz

## Distribution

### Acteurs principaux
- Adrian Paul (VF : Pierre Dourlens) : Duncan MacLeod
- Stan Kirsch (VF : Pierre Laurent) : Richie Ryan (saisons 1 à 5, et acteur invité dans l'épisode 119, dernier épisode de la saison 6 et de la série)
- Jim Byrnes (VF : Michel Paulin) : Joe Dawson (saisons 2 à 6)
- Alexandra Vandernoot (VF : elle-même) : Tessa Noël (saison 1 et saison 2 épisodes 1, 2, 3, 4 - puis épisode 119)
- Peter Wingfield (VF : Maurice Decoster) : Methos (Saison 3 : épisodes 16, 21 & 22 / Saison 4 : épisodes 9, 10, 11, 14,16, 18, 20, 21 et 22 / Saison 5 : épisodes 9, 10, 11, 12, 16, 17 et 18 / au générique de la saison 6, mais n'apparait que dans les épisodes 11, 12 et 13)
- Elizabeth Gracen (VF : Catherine Davenier) : Amanda Darieux (nombreuses apparitions, au générique de la saison 6)
- Narrateur de l'accroche (VF : Jean Barney)

### Acteurs récurrents
- Roger Daltrey (VF : Philippe Catoire) : Hugh Fitzcairn
- Werner Stocker (VF : Daniel Beretta) : Darius (saison 1)
- Peter Hudson (VF : lui-même) : James Horton
- Michel Modo (VF : lui-même) : Maurice Lalonde
- Roland Gift (VF : Jean-Louis Faure) : Xavier St. Cloud
- Bruce A. Young (VF : Jean-Louis Faure) : Carl Robinson (saisons 2 et 5)
- Tim Reid : Sergent Bennett (saison 1)
- Amanda Wyss (VF : Geneviève Taillade) : Randi McFarland (saison 1)
- Philip Akin (VF : Bruno Dubernat) : Charlie DeSalvo (saison 2 épisodes 1 à 15, saison 3 épisodes 1 à 3 et saison 4 épisode 2)
- David Robb (VF : Vincent Violette) : Antonio Kalas (saison 3 épisodes 13, 14, 15, 16)
- Peter Wingfield  : Adam Pierson/Methos (saisons 3, 4, 5 et 6)
- Laurie Holden : Debra Campbell (saisons 4 et 5)
- Tracy Scoggins (VF : Emmanuèle Bondeville) : Cassandre (saison 5)
- Valentine Pelka (VF : José Luccioni) : Kronos (saisons 5 et 6)

### Apparitions

#### Saison 1
- Christophe Lambert (VF : lui-même): Connor MacLeod (saison 1 épisode 1)
- Richard Moll (VF : Michel Barbey) : Slan (saison 1 épisode 1)
- J.E. Freeman (VF : Marc de Georgi) : Joe Scanlon (saison 1 épisode 2)
- Vincent Schiavelli (VF : Marc Alfos) : Leo Atkins (saison 1 épisode 4)
- Joan Jett : Felicia Martins (saison 1 épisode 5)
- Christian Van Acker : Ursa (The Beast Below - saison 1 épisode 16)
- Dee Dee Bridgewater : Carolyn (saison 1 épisode 16)
- Georges Corraface : Carlos Sandero (saison 1 épisode 17)
- Marion Cotillard : Lori Bellian (saison 1 épisode 17 et 21)
- Jason Isaacs (VF : Philippe Catoire) : Zachary Blaine (saison 1 épisode 18)
- David Lowe : le clown (saison 1 épisode 18)
- Peter Guinness (VF : Serge Blumenthal) : (saison 1 épisode 21)
- Anthony Stewart Head : Alan Rothwood (saison 1 épisode 21)

#### Saison 2
- Michael Shanks : Jesse Collins (saison 2 épisode 6)
- Lochlyn Munro : Tim (saison 2 épisode 12)
- Franck Dubosc : Michel de Bourgogne (saison 2 épisode 14)
- Tonya Kinzinger : Juliette (saison 2 épisode 16)
- Nia Peeples : Nefertiri (saison 2 épisode 18)
- Pierre Martot : Reynaud (saison 2 épisode 19)

#### Saison 3
- Randall "Tex" Cobb (VF : Marc Alfos) : Kern Griffith (saison 3 épisode 2)
- Lisa Howard (VF : Marie-Hélène Le Doze) : Docteur Ann Lindsay (saison 3 épisodes 3, 9, 12, 13, 14, 15)
- Jason Gray-Stanford : Jonah (saison 3 épisode 4)
- Brion James (VF : Vincent Grass) : Armand Thorne (saison 3 épisode 4)
- Mary Woronov : Rita Luce (saison 3 épisode 12)
- Barry Pepper (VF : David Krüger) : Michael Christian (saison 3 épisode 12)
- Olivier Marchal : Philippe (saison 3 épisode 16)
- Jean-Claude Deret : George Dalou vieux (saison 3 épisode 19)
- Lorànt Deutsch : George Dalou jeune (saison 3 épisode 19)

#### Saison 4
- Emmanuelle Vaugier : Maria Alcobar (saison 4 épisode 10)
- Rae Dawn Chong : Claudia Jardine (saison 4 épisode 11)
- Tomer Sisley : Reza (saison 4 épisode 15)
- Dougray Scott : Warren Cochrane (saison 4 épisode 18)
- Cécile Pallas : Angélina (saison 4 épisode 20)

#### Saison 5
- Sandra Bernhard : Caroline Marsh (saison 5 épisode 5)
- Nicholas Lea : Cory Raines (saison 5 épisode 7)
- Ron Perlman (VF : Luc Bernard) : le faux Methos (saison 5 épisode 9)
- Astrid Veillon : Desiree (saison 5 épisode 13)
- Babsie Steger : employée à la morgue (saison 5 épisode 18)

#### Saison 6
- Danny Dyer : Andrew Baines (saison 6 épisode 1)
- Alexis Denisof : Steve Banner (saison 6 épisode 4)
- Alice Evans : Kyra (saison 6 épisode 5)
- Rochelle Redfield : Margo (saison 6 épisode 6)
- Claire Keim : Marie (saison 6 épisode 7)
- Claudia Christian : Katherine (saison 6 épisode 10)
- David Saracino : Beck (saison 6 épisode 11)

Version française
- Société de doublage : Auditorium de l'Étoile
- Direction artistique : Jean-Louis Faure
- Adaptation des dialogues : Rémi Jaouen, Linda Bruno et Olivier Mimran
- Ingénieur du son : Antoine Gueben

## Univers de la série

### Les personnages

#### Duncan MacLeod
Duncan MacLeod est un immortel âgé de 400 ans qui est né dans les Hautes Terres d'Écosse. À la suite de sa première « mort », ayant découvert son immortalité, il est banni de son clan et commence alors à voyager à travers le monde et à participer aux guerres des mortels comme la Révolution Française, la Première Guerre Mondiale, ainsi qu'aux nombreux conflits opposant écossais et anglais. Au début des années 1990, il s'est retiré du Jeu et ne veut plus combattre, mais il sera alors rappelé à son destin de combattant immortel. Au cours des années, il va retrouver d'anciennes connaissances, amis ou ennemis. Comme son cousin et mentor, Connor MacLeod, on l'appelle Highlander.

#### Richie Ryan
Richie Ryan est initialement présenté comme un jeune délinquant. Alors qu'il tente de cambrioler la boutique d'antiquités de Duncan MacLeod, il assiste à la rencontre entre ce dernier et deux autres immortels. Après les avoir espionnés, il sera accueilli par Duncan MacLeod. Plus tard dans la série, il se fera tuer par un toxicomane en manque et découvrira qu'il est aussi un immortel. MacLeod le savait et l'avait recueilli pour cette raison.

#### Joe Dawson
Joe Dawson est le guetteur de Duncan MacLeod. Il a participé à la Guerre du Viêt Nam, où il a perdu ses jambes en sautant sur une mine, ce qui fait qu'il utilise aujourd'hui une canne pour marcher. Il violera beaucoup de règles essentielles des guetteurs, comme le fait de ne révéler à aucun immortel leur existence ou de ne jamais intervenir dans les duels entre immortels, et cela aura des conséquences par la suite.

#### Methos
Methos est l'immortel le plus vieux du monde puisqu'il est âgé de plus de 5 000 ans. Réalisant que cela fait de lui une cible de choix pour les autres participants du Jeu, il s'est caché au fil des siècles, notamment en devenant guetteur sous le nom d'Adam Pierson, s'étant astucieusement arrangé pour avoir la charge d'étudier son propre cas, contribuant à faire de son nom et son existence une légende à laquelle les autres immortels et guetteurs ne croient plus guère. Il a connu de nombreuses personnalités historiques, dirigeants, écrivains et poètes, prophètes et rois. Au cours de l'Âge de Bronze, il a fait partie des Quatre Cavaliers de l'Apocalypse, un groupe d'immortels qui ravagèrent l'Afrique du Nord. Methos possède un humour cynique et il est manipulateur et stratège. La chose à laquelle il accorde le plus d'importance est la survie, quitte à passer pour un lâche, s'assurant toujours de s'allier aux gagnants. C'est néanmoins une bonne personne, sincère et prête à aider ses amis.

#### Amanda Darrieux
Immortelle et voleuse professionnelle, Amanda Darrieux a rencontré Duncan MacLeod quelques siècles auparavant ; ce dernier l'a influencée au point de la faire renoncer aux vols et aux larcins dont elle n'avait pas besoin pour vivre, mais qu'elle considérait comme une façon de s'amuser.

#### Tessa Noël
Tessa Noël est une sculptrice et antiquaire française qui a fait la connaissance de Duncan MacLeod au début des années 1980. Ils sont tombés amoureux et ce dernier s'est retiré du Jeu pour qu'ils puissent vivre ensemble paisiblement. Elle se fera tuer en même temps que Ritchie par un toxicomane en manque. Mais contrairement à Ritchie, elle n'est pas immortelle et ne reviendra pas à la vie.

#### Hugh Fitzcairn
Hugh Fitzcairn est un immortel anglais et le plus vieil ami de Duncan MacLeod. Ils se sont rencontrés au XVIIe siècle en Italie. Après qu'il eut fait la cour à la fille d'un baron, ce dernier a ordonné qu'on le condamne à la guillotine. Ayant pitié de lui, le highlander qui était au service de cet homme a simulé sa mort. Depuis, ils sont amis et ont appris à lire et à écrire ensemble. Il se fera tuer par un immortel, Kalas, voulant se venger de son ami au milieu des années 1990.

#### James Horton
James Horton est un guetteur renégat, pour qui les immortels sont tous mauvais, et qui s'est mis à exécuter méthodiquement, considérant qu'ils sont une abomination de Dieu, ainsi qu'une erreur de la nature. Il sera responsable de la mort de nombreux amis de Duncan MacLeod. Il est prêt à tout pour arriver à ses fins, en concevant des plans extrêmement ingénieux et improbables. Ce faisant, il n'hésite pas à mettre ses proches en danger.

#### Kronos
Kronos est un des plus vieux immortels, il fut le meneur des Quatre Cavaliers de l'Apocalypse, aux côtés desquels il ravagea l'Afrique du Nord durant l'Âge de Bronze. Depuis, il a continué à ravager le monde à sa manière, devenant desperado dans le Far West. Il recréera son groupe à la fin des années 1990 en retrouvant Methos et les autres membres. Il est violent, sans pitié, très intelligent et possède un humour noir particulier. Il se considère comme la fin du monde.

#### Antonius Kalas
Antonius Kalas est un immortel qui vivait dans un monastère conçu spécialement pour les immortels voulant se retirer du Jeu, temporairement ou non. Il profita de cette occasion pour décapiter tous les immortels qui sortaient de ce lieu saint. Un jour, Duncan MacLeod découvrit ce qu'il avait fait et le dénonça, provoquant alors son bannissement. Depuis, il mène une vendetta contre le highlander en détruisant tout ce qu'il a de plus cher, surtout après que ce dernier l'a blessé à la gorge lors d'un duel. Il reste un talentueux calligraphe. Kalas est très patient. Il se fiche de mourir ou de respecter les règles, tout ce qui l'intéresse est sa vengeance.

#### Maurice Lalonde
Personnage comique, amateur de vin et de bonne cuisine française, voisin de Duncan à Paris. Maurice Lalonde habite comme il le dit lui-même : « je suis Maurice de la péniche d'à côté, tout le monde connait Maurice. »

### LeQuickening
Le Quickening désigne le phénomène qui se produit dans les films Highlander et la série. Quand un Immortel est décapité, une puissante énergie est libérée de son corps, appelée : Quickening (ou parfois Accélération). Adrian Paul explique que « le Quickening est le fait de recevoir tout le pouvoir et la connaissance qu'un autre Immortel a accumulé au cours de sa vie. C'est comme recevoir un sacrement ou ressentir un orgasme intense. » Le producteur le décrit ainsi : « la puissance du Quickening est l'équivalent de l'impact d'une énorme tempête électrique – les vitres explosent, les lumières font des court-circuits, c'est comme si l'Immortel victorieux était le centre d'une tempête d'éclairs. »

## Commentaires

### De Christophe Lambert à Adrian Paul
Initialement, la série devait être le prolongement des aventures de Connor MacLeod. En effet, après un deuxième film loin de l'univers initial, généralement considéré comme un des plus mauvais films jamais réalisés, les producteurs songèrent à cette perspective pour raviver l'intérêt des fans de la première heure. Mais Christophe Lambert déclina poliment l'offre, menant alors les producteurs vers un tout un autre projet, avec un nouvel Highlander.

### Les musiques
La série utilise beaucoup les chansons du groupe britannique Queen, par exemple le générique Princes of the Universe. Mais il y a également d'autres groupes qui sont mis en valeur, comme Kansas. La présence (dans des seconds rôles) de chanteurs comme Joan Jett, Dee Dee Bridgewater, Roland Gift (des Fine Young Cannibals), Roger Daltrey (des Who), ou Sheena Easton, est également à noter.

### Décors et lieux de tournage
La plupart des saisons sont divisées en deux lieux de tournage dans le temps présent :
- Vancouver (Canada) où MacLeod possède pendant les deux premières saisons une boutique d'antiquités, avant de déménager dans un loft au-dessus d'une salle de sport tenue par Charlie DeSalvo ;
- Paris (France) en raison du financement des groupes français Gaumont, Atlantique Productions, TF1, puis M6[17]. MacLeod y vit dans une péniche stationnée en amont de Notre-Dame de Paris. Il y rencontre régulièrement l'ancien guerrier devenu prêtre, Darius.

La série multiplie les décors et les lieux par l'utilisation de flashbacks au cours desquels MacLeod se souvient d'une de ses aventures passées au cours de ses 400 ans de vie, depuis sa première mort sur un champ de bataille en Écosse. Hugh Fitzcairn, d'origine anglaise, est présent dans nombre de ces épisodes, malgré sa mort survenue assez tôt dans la série.
Les époques visitées et reconstituées s'étendent des temps bibliques avec les Cavaliers de l'Apocalypse (quatre immortels d'après les scénaristes) jusqu'à l'époque moderne.

### Séries dérivées
Highlander a eu deux séries dérivées :
- L'Immortelle (Highlander: The Raven) avec pour héroïne Amanda, une amie de Duncan MacLeod ;
- Highlander: The Animated Series, série animée qui se déroule dans un lointain futur avec comme personnage principal Quentin MacLeod.